# Paul Claudel

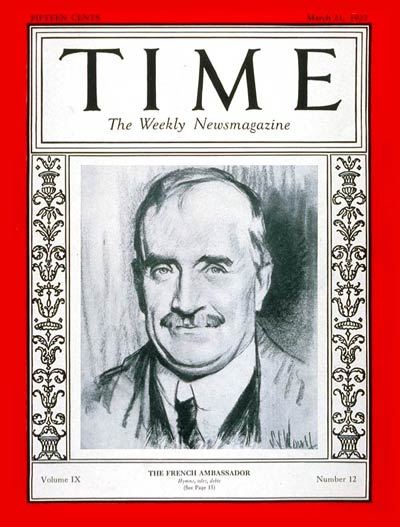
Paul Claudel.

Paul Louis Charles Marie Claudel (Villeneuve-sur-Fère, 6 de agosto de 1868-París, 23 de febrero de 1955) fue un diplomático y poeta francés, hermano de la escultora Camille Claudel. Representante principal del catolicismo francés en la literatura moderna, toda su obra, en la que hace alarde, por extraña paradoja, de simbolismo y realismo, complejidad y sencillez, polifacetismo y profundidad, aparece informada por una honda inquietud religiosa en la que supo conciliar la ortodoxia con el modernismo. Académico desde 1946, cultivó la poesía lírica en la que utilizó un versículo bíblico en ritmo libre de propia invención.

## Biografía
Creció en la región agrícola de Picardía como hijo de Louis Prosper Claudel, un funcionario de mentalidad ilustrado-positivista y como hermano menor de Camille Claudel, que más tarde fue una conocida escultora.
Los últimos años del colegio los pasó en la tradicional escuela Louis-le-Grand en París. A los 18 años, en las vísperas de la Navidad en la Catedral de Notre-Dame de París, precisamente cuando los niños cantores entonaban el Magnificat, tuvo una fuerte experiencia religiosa y una profunda conversión, pasando a ser un católico ferviente, como relata él mismo. Incluso se planteó ingresar en un monasterio benedictino, pero los monjes de Ligugé le aconsejaron que sirviera a Dios en su condición laical.
Una vez que terminó sus estudios en la École libre des Sciences politiques (Sciences po), tiempo en el que escribió poesías y formó parte del círculo de Mallarmé, pensó en estudiar idiomas orientales; sin embargo, se postuló para formarse como diplomático en el servicio consular, en el que trabajó toda su vida hasta la jubilación. De esta manera, trabajó como diplomático en los Estados Unidos, desde 1893 hasta 1895, luego en China, entre 1895 y 1909 (Shanghái, Fuzhou, Pekín, Tientsin) y posteriormente en Praga, además de periodos breves en Alemania, Brasil y Dinamarca. Entre 1921 y 1927 trabajó en Japón, retornando luego (1927–33) a los Estados Unidos, y finalmente fue destinado a Bélgica.
En 1927, encargó a la compositora Germaine Tailleferre la música de escena para su obra Sous le Rempart d'Athènes.

## Catálogo de sus obras

### Teatro
- 1887: L'Endormie (primera versión)
- 1888: Fragment d'un drame
- 1890: Tête d'or (obra de teatro) (primera versión)
- 1892: La Jeune Fille Violaine (primera versión)
- 1893: La Ville (primera versión)
- 1894: Tête d'or (obra de teatro) (segunda versión); L'Échange (primera versión)
- 1899: La Jeune Fille Violaine (segunda versión)
- 1901: La Ville (segunda versión)
- 1901: Le Repos du septième jour
- 1906: Partage de midi, drama (primera versión)
- 1908: L'Otage, drama en tres actos
- 1912: La anunciación a María (L'Annonce faite à Marie) (primera versión)
- 1913: Protée drama satírico en dos actos (primera versión)
- 1917: L'Ours et la Lune
- 1918: Le Pain dur, drama en tres actos
- 1919: Les Choéphores d'Eschyle
- 1920: Le Père humilié, drama en cuatro actos
- 1920: Les Euménides d'Eschyle
- 1926: Protée, drama satírico en dos actos (segunda versión)
- 1927: Sous le Rempart d'Athènes
- 1929: Le Soulier de satin o Le pire n'est pas toujours sûr (El zapato de raso), acción española en cuatro jornadas.
- 1933: Le Livre de Christophe Colomb, drama lírico en dos partes
- 1939: Jeanne d'Arc au bûcher
- 1939: La Sagesse ou la Parabole du destin
- 1942: L'Histoire de Tobie et de Sara, drama moral en tres actos
- 1947: L'Endormie (segunda versión)
- 1948: L'Annonce faite à Marie (segunda versión)
- 1949: Protée, drama satírico en dos actos (segunda versión)
- 1954: L'Échange (segunda versión)

### Poesía
- 1900, hasta después de 1907: Connaissance de l'Est
- 1905: Poèmes de la Sexagésime
- 1907: Processionnal pour saluer le siècle nouveau
- 1911: Cinq grandes Odes
- 1911: Le Chemin de la Croix
- 1911: La Cantate à trois voix
- 1915: Corona benignitatis anni dei
- 1919: La Messe là-bas
- 1922: Poèmes de guerre (1914-1916)
- 1925: Feuilles de saints
- 1942: Cent phrases pour éventails
- 1945: Visages radieux
- 1945: Dodoitzu, illustrations de Rihakou Harada.
- 1949: Accompagnements

### Ensayos
- 1928 - Positions et propositions, tome I.
- 1929 - L'Oiseau noir dans le soleil levant.
- 1934 - Positions et propositions, tome II.
- 1935 - Conversations dans le Loir-et-Cher.
- 1936 - Figures et paraboles.
- 1940 - Contacts et circonstances.
- 1942 - Seigneur, apprenez-nous à prier.
- 1946 - L'Œil écoute.
- 1949 - Emmaüs.
- 1950 - Une voix sur Israël.
- 1951 - L'Évangile d'Isaïe.
- 1952 - Paul Claudel interroge l'Apocalypse.
- 1954 - Paul Claudel interroge le Cantique des Cantiques.
- 1956 - Conversation sur Jean Racine.
- 1957 - Sous le signe du dragon.
- 1958 - Qui ne souffre pas... Réflexions sur le problème social.
- 1958 - Présence et prophétie.
- 1959 - La Rose et le rosaire.
- 1959 - Trois figures saintes pour le temps actuel.
- (s.d.) Le Poète et la Bible, volume 1, 1910-1946, et volume 2, 1945-1955 - éd. Gallimard - 1947 pages.

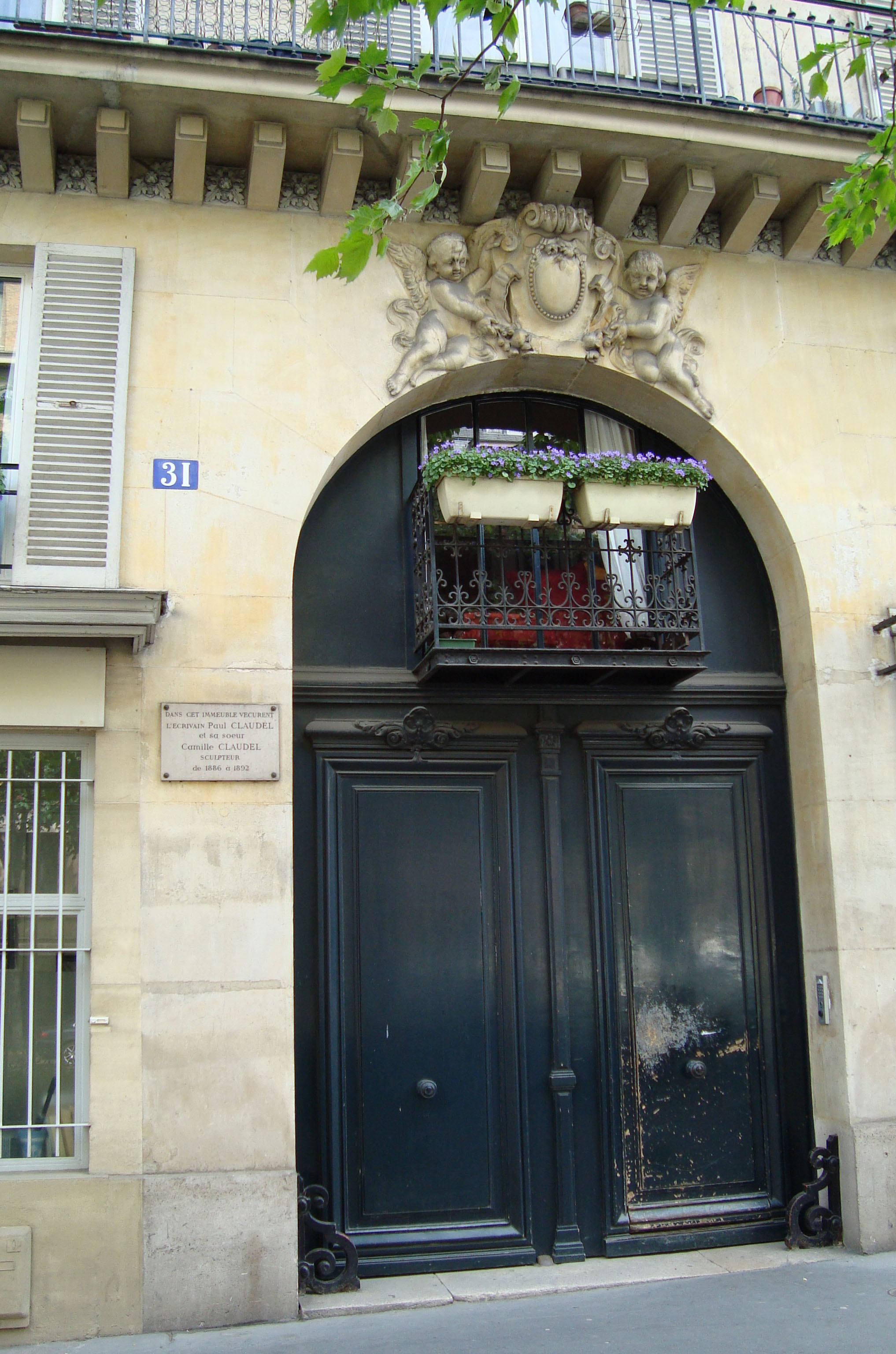
Casa del Boulevard de Port-Royal donde vivió la familia Claudel desde 1886 hasta 1892.

### Diario de memorias
- 1954 Mémoires improvisés. Quarante et un entretiens avec Jean Amrouche.
- 1968 Journal. Tome I: 1904-1932.
- 1969 Journal. Tome II: 1933-1955.

### Correspondencia
- 1949 Correspondance de Paul Claudel et André Gide (1899-1926).
- 1951 Correspondance de Paul Claudel et André Suarès (1904-1938).
- 1952 Correspondance de Paul Claudel avec Gabriel Frizeau et Francis Jammes (1897-1938), acompañada por cartas de Jacques Rivière.
- 1961 Correspondance Paul Claudel et Darius Milhaud (1912-1953).
- 1964 Correspondance de Paul Claudel et Aurélien Lugné-Poe (1910-1928). Claudel homme de théâtre.
- 1966 Correspondances avec Copeau, Dullin, Jouvet. Claudel homme de théâtre.
- 1974 Correspondance de Jean-Louis Barrault et Paul Claudel.
- 1984 Correspondance de Paul Claudel et Jacques Rivière (1907-1924).
- 1990 Lettres de Paul Claudel à Élisabeth Sainte-Marie Perrin et à Audrey Parr.
- 1995 Correspondance diplomatique. Tokyo (1921-1927).
- 1995 Correspondance de Paul Claudel et Gaston Gallimard (1911-1954).
- 2005 Correspondance de Paul Claudel avec les ecclésiastiques de son temps. Volume I, Le sacrement du monde et l'intention de gloire (éditée par Dominique Millet-Gérard). París: Champion, coll. « Bibliothèque des correspondances, mémoires et journaux» n.º 19, 2005. 655 p., 23 cm ISBN 2-7453-1214-6.
- 2005: Une amitié perdue et retrouvée: correspondance de Paul Claudel et Romain Rolland (édition établie, annotée et présentée par Gérard Antoine et Bernard Duchatelet). París: Gallimard, coll. «Les cahiers de la NRF», 2005. 479 pp., 21 cm ISBN 2-07-077557-7.

### Traducciones al castellano
- La Anunciación a María. Traducción de José María Souviron. Editorial Difusión, Santiago de Chile, 1943.
- La Anunciación a María. Traducción de Ángel J. Battistessa. Emecé Editores, Buenos Aires, 1945.
- Partición de Mediodía. Traducción de Ángel J. Battistessa. Emecé Editores, Buenos Aires, 1951.
- Juana de Arco en la hoguera. Traducción de Ángel J. Battistessa. Municipalidad de la Ciudad de Buenos Aires, 1948.
- El zapato de raso. Traducción de Carlos Viola Soto. Editorial Sudamericana, Buenos Aires, 1955.
- El libro de Cristóbal Colón. Traducción de Julio E. Payró. Editorial Losada, Buenos Aires, 1941.
- La muralla interior de Tokio. Revista Cuadernos Hispanoamericanos n.º 503. Traducción de Xoán Abeleira.
- Paul Claudel. La anunciación a María. Encuentro. ISBN 9788474908541.
- Paul Claudel. El zapato de raso. Encuentro. ISBN 84-7490-284-3.
- Paul Claudel. A los mártires españoles. Encuentro. ISBN 9788499200033.
- Paul Claudel. Proeza y Rodrigo. Encuentro. ISBN 9788499200033.
- Claudel, Paul (1997). Cinco grandes odas. Siglo XXI. ISBN 9789682320309.
- Claudel, Paul (1955). Cinco grandes odas. Traducción:Badosa, Enrique. Ediciones Rialp, S.A. Colección Adonais CXVIII-CXIX.
- Sánchez Robayna, Andrés (Ed.) (2006). De Keats a Bonnefoy. Versiones de poesía moderna. Traducción:Taller de Traducción Literaria de la Universidad de La Laguna. Editorial Pre-Textos, Valencia. ISBN 84-8191-747-8.
- El ojo oye (L'œil écoute). Traducción de Juan Ramón Ortega Ugena. Vaso Roto Ediciones, Monterrey-Madrid, 2015.